# Ezequiel
Ezequiel ist ein von Ezechiel abgeleiteter spanischer männlicher Vorname.

## Bekannte Namensträger
- Ezequiel Amaya (* 1978), argentinischer Fußballspieler
- Ezequiel Ávila (* 1994), argentinischer Fußballspieler
- Ezequiel Barco (* 1999), argentinischer Fußballspieler
- Ezequiel Cabeza de Baca (1864–1917), US-amerikanischer Politiker
- Ezequiel Calvente (* 1991), spanischer Fußballspieler
- Ezequiel Alejo Carboni (* 1979), argentinischer Fußballspieler
- Ezequiel Cárdenas Guillén (1962–2010), mutmaßlicher mexikanischer Verbrecher und bei seinem Tod einer der beiden Anführer des Golf-Kartells
- Ezequiel Adeodato Chávez (1868–1946), mexikanischer Jurist
- Ezequiel Fernández Jaén (1886–1946), 18. Staatspräsident von Panama
- Ezequiel Garay (* 1986), argentinischer Fußballspieler
- Ezequiel González (* 1980), argentinischer Fußballspieler
- Luis Ezequiel Ibáñez (* 1988), argentinischer Fußballspieler
- Ezequiel Lavezzi (* 1985), argentinischer Fußballspieler
- Ezequiel de León Domínguez (1926–2008), kanarischer Bildhauer und Restaurator
- Ezequiel Martínez Estrada (1895–1964), argentinischer Schriftsteller
- Ezequiel Morales (* 1974), argentinischer Triathlet
- Ezequiel Moreno y Díaz (1848–1906), spanischer Ordensgeistlicher, Bischof und Heiliger
- Ezequiel Mosquera (* 1975), spanischer Radrennfahrer
- Federico Ezequiel Moyano (* 1988), spanischer Biathlet
- Ezequiel Muñoz (* 1990), argentinischer Fußballspieler
- Ezequiel Perea Sánchez (1911–1986), mexikanischer Geistlicher, Bischof von San Luis Potosí
- Ezequiel Plaza (1892–1947), chilenischer Maler
- Ezequiel Ponce (* 1997), argentinischer Fußballspieler
- Ezequiel Rodríguez (* 1977), argentinischer Schauspieler
- Ezequiel Schelotto (* 1989), italienischer Fußballspieler
- Ezequiel Uricoechea (1834–1880), kolumbianischer Naturwissenschaftler
- Ezequiel Zamora (General) (1817–1860), venezolanischer Bürgerkriegsgeneral